# Vestroia
Vestroia es un mundo ficticio usado en la serie Bakugan Battle Brawlers, donde los bakugan viven, pero un día se separó en 6 mundos distintos de atributo: Pyrus (fuego), Aquos (agua), Ventus (viento), Haos (luz), Darkus (oscuridad) y Subterra (tierra). En Bakugan Nueva Vestroia se usa una evolución de esta llamada Nueva Vestroia.

## Historia
Cómo se descubrió Vestroia:

Cuando Masquerade (el malo de la primera serie, bakugan battle brawlers) luchó con Dan, él le dijo que Bakugan no era un juego y que iba a gobernar Vestroia si no lo detenía.

Cómo se salvó Vestroia

En un momento Masquerade fue derrotado y Hall-G continuó con la misión de gobernar Vestroia pero Drago derrota a Naga y salva Vestroia.

## Nueva Vestroia
Es la malvada organización de los Vexos que capturó a todos los bakugan y evolucionó Vestroia a Nueva Vestroia. Ahí vive la Resistencia de Peleadores Bakugan llamados Baron, Ace y Mira, donde se aliaron Dan, Marucho y Shun. La Resistencia y sus compañeros bakugan: Dragonoid (Pyrus), Ingram (Ventus), Elfin (Aquos), Nemus (Haos), Percival (Darkus) y Wilda (Subterra), tendrán el objetivo de recuperar a todos los bakugan y salvar Nueva Vestroia.
- Datos: Q6160803